# La Gomera (Film)
La Gomera, alternativ auch La Gomera – Verpfiffen und verraten, (Originaltitel La Gomera, internationaler englischer Titel The Whistlers) ist eine rumänische Gangster-Filmkomödie von Corneliu Porumboiu aus dem Jahr 2019 und ist die Fortsetzung von Police, Adjective aus dem Jahr 2009.

## Handlung
Zsolt ist ein korrupter Geschäftsmann in Bukarest, der mit der spanischen Mafia in Verbindung steht und Gelder, die aus dem Drogenhandel stammen, in Matratzen versteckt außer Landes bringt. Der örtliche Polizist Cristi wird von ihm geschmiert. Cristi lagert seine illegal erworbenen Nebeneinkünfte im Weinkeller seiner Mutter. Auch die glamouröse Gilda, Zsolts Geliebte, steht auf dessen Gehaltsliste. Als Zsolt verhaftet wird, schmieden die Spanier einen Plan zu dessen Befreiung, denn er hat 30 Millionen Euro unterschlagen und weiß als einziger, wo das Geld versteckt ist. Gilda nimmt Kontakt zu Cristi auf. Da beiden bekannt ist, dass der Polizist überwacht wird, gibt sich Gilda als Edelprostituierte aus und steckt ihm nach dem Akt einen Umschlag mit Reisetickets zur spanischen Insel La Gomera zu.
Dort soll er die Pfeifsprache El Silbo der Einheimischen erlernen, um in Rumänien an der Befreiung des inhaftierten Matratzenfabrikanten Zsolt aus dem Gefängnis mitzuwirken. Da Cristis Lungen nicht über eine ausreichende Kraft zum Erlernen der Pfeifsprache verfügen, wird ihm von den Mafiosi Schwimmtraining in der spanischen See verordnet. Zwischenzeitlich erfahren die Mafiosi, dass Gilda in das Verschwinden des Geldes verstrickt ist. Ihr Leben wird zunächst verschont, damit sie Cristi die Pfeifsprache beibringen kann. Die Cristi von Gilda nahegebrachte Reduzierung der Vokale und Konsonanten der gesprochenen Sprache auf einige wenige unterscheidbare Tonhöhen, -längen und -lautstärken erschließt sich ihm recht schnell. Mit der Kenntnis über die Pfeifsprache kehrt er nach Bukarest zurück.
Der Plan zur Befreiung Zsolts beginnt damit, dass diesem von Cristi ein Mittel zu trinken gegeben wird, das nach kurzer Zeit zum Erbrechen führt, so dass Zsolt unter Bewachung in ein Krankenhaus überführt wird, wo er als Gegenmittel Cortison erhält und sein Zustand sich stabilisiert. In die Befreiung ist Magda, die ebenfalls korrupte Vorgesetzte von Cristi, verwickelt. Sie will den Mafiosi eine Falle stellen und beauftragt Zsolt damit, diesen den Außenbereich eines verlassenen Filmstudios als fingierten Ort zu nennen, an dem er das Geld versteckt habe. Den Namen des Krankenhauses gibt Cristi pfeifend über die Dächer bekannt. Zudem gelingt es ihm die Nummer des Krankenzimmers, in dem sich Zsolt befindet, in Erfahrung zu bringen, die er ebenfalls pfeifend an Gilda übermittelt. Diese übersetzt die auf Rumänisch erhaltenen Informationen in die spanische Sprache, so dass die Mafiosi Zsolt aufsuchen und aus dem Krankenhaus befreien können.
Sie machen sich auf den Weg in die Filmstudios, um das angeblich dort versteckte Geld abzuholen. Zwischen den Kriminellen und den sie erwartenden Polizisten entwickelt sich ein Schusswechsel, in dessen Verlauf Cristi schwer verletzt wird. Er wird zur medizinischen Rehabilitation in ein Sanatorium gebracht. Gilda erfährt den Namen des Sanatoriums, als sie sich Cristis Mutter gegenüber als Interessentin für deren zum Verkauf stehendes Haus ausgibt. Magda, die gerade zu Gast ist, erkennt Gilda und folgt ihr zum Sanatorium. Aus dem Park des Sanatoriums verabredet sich Gilda pfeifend mit Cristi für ein Treffen in einem Park in Singapur. Als Gilda sich umdreht, erblickt sie Magda. Beide Frauen ziehen ihre Waffen und ein Schuss fällt.
Cristi macht sich auf die Reise nach Singapur und trifft Gilda beim Lichtermeer im Park Gardens by the Bay.

## Produktion
Gedreht wurde der Film im Zeitraum vom 18. Februar bis April 2018 in Bukarest und auf La Gomera. Die Aufnahmen für die letzten Szenen des Films entstanden in Singapur im Gardens by the Bay.
Den Film produzierten die rumänische 42 Km Film, die französische Les Films du Worso und die deutsche Komplizen Film GmbH.
Regisseur Corneliu Porumboiu schätzte das benötigte Budget auf das Zweieinhalbfache dessen, mit dem er bislang arbeitete, was die Finanzierung des teuersten seiner bisherigen Filme herausfordernd gestaltete.
Der Film wurde zuerst am 18. Mai 2019 auf dem Cannes Film Festival in Frankreich gezeigt, im Anschluss auf weiteren Filmfestivals, dem Transilvania International Film Festival, dem Sydney Film Festival, dem Filmfest München, dem Film Festival Cologne, dem Nowe Horyzonty und dem Toronto International Film Festival, bevor der Kinostart in Rumänien am 13. September 2019 stattfand. In den Kinos in Deutschland und Österreich startete der Film am 13. Februar 2020.
Die Erzählung des Films gliedert sich in acht Kapitel, die durch vollflächige, farbliche Einblendungen kenntlich gemacht werden und überwiegend mit den in Großbuchstaben geschriebenen Namen der Schlüsselfiguren betitelt sind. Dabei folgt der Film während der ersten fünf Kapitel keiner chronologischen Erzählweise.
| Kapitelnummer | Chronologie | Bezeichnung und Farbgebung |
| ------------- | ----------- | -------------------------- |
| 1             | 3           | GILDA                      |
| 2             | 5           | EL SILBO                   |
| 3             | 1           | SZOLT                      |
| 4             | 4           | KIKO                       |
| 5             | 2           | MAMA                       |
| 6             | 6           | PACO                       |
| 7             | 7           | MAGDA                      |
| 8             | 8           | CRISTI                     |

Die Farben der Kapiteleinblendungen sind nach Aussage des Regisseurs Corneliu Porumboiu und Kostümdesignerin Dana Păpăruz bewusst gewählt, ihre Abfolge lehnt sich an der eines Regenbogens an und die Farben werden von der Bildsprache der jeweiligen Kapitel aufgegriffen, beispielsweise spiegelt sie sich im ersten Kapitel in Gildas rotem Kleid oder dem roten Sofa in Cristis Wohnzimmer wider. Als künstlerische Leiterin des Films war Arantxa Etcheverria, die Ehefrau des Regisseurs, tätig.
Das Ende ließ Regisseur Corneliu Porumboiu eigener Aussage bewusst offen:

“You’ll never know if it’s a dream or if it’s real.”

„Du wirst nie wissen, ob es ein Traum ist oder ob es real ist.“

## Synchronisation
Die deutschsprachige Synchronisation entstand durch Christa Kistner Synchronproduktion nach einem Dialogbuch von Elke Weber-Moore, die zugleich die Dialogregie übernahm.
| Darsteller        | Synchronsprecher   | Rolle                  |
| ----------------- | ------------------ | ---------------------- |
| George Piștereanu | Jannik Endemann    | Alin                   |
| Cristóbal Pinto   | Nico Mamone        | Carlito                |
| Vlad Ivanov       | Oliver Siebeck     | Cristi                 |
| Julieta Szönyi    | Sabina Trooger     | Cristis Mutter         |
| Ioan Coman        | Georgios Tzitzikos | Daniel                 |
| Catrinel Marlon   | Anna Grisebach     | Gilda                  |
| Antonio Buíl      | Abelardo Decamilli | Kiko                   |
| Rodica Lazar      | Katrin Zimmermann  | Magda                  |
| Agustí Villaronga | Bernd Vollbrecht   | Paco                   |
| Sabin Tambrea     | Sabin Tambrea      | Zsolt                  |
|                   | Patrick Roche      | Regisseur              |
|                   | Alexander Doering  | Rezeptionist           |
|                   | Jörg Pintsch       | überwachender Polizist |

## Rezeption
Der Film wird von vielen Stellen gelobt, bei Metacritic sind 25 von 28 Rezensionen positiv und der Film hat einen Score von 76/100. Prisma schreibt:

„La Gomera ist ein faszinierendes Wechselspiel zwischen Schönheit und Tod, zwischen Abhängigkeiten und Brutalität. Dass sich der Film dabei nicht allzu ernst nimmt, macht die leise Gangsterkomödie zu einem lockeren und sehr spielerischen Kinovergnügen.“

Das Lexikon des Internationalen Films urteilt:

„Der kunstvoll verschachtelte und a-chronologisch strukturierte Gangsterfilm spielt lustvoll mit Genre-Konventionen des Film noir und des Neo-Noir, wobei er mit jeder weiteren Rückblende gewollt undurchsichtiger und doppelbödiger wird, was ein großes cinephiles Vergnügen bereitet.“

Die Washington Post gibt dem Film 4 von 4 Sternen und lobt:

„The Romanian crime drama The Whistlers includes elements that could have been plucked from almost any Tarantino-esque bloodbath. But coming from director Corneliu Porumboiu, […] it is a drastic — and exciting — departure from expectations.“

„Das rumänische Krimi-Drama La Gomera enthält Elemente, die fast jedem tarantinoartigen Blutbad hätten entnommen werden können. Aber vom Regisseur Corneliu Porumboiu kommend, […] ist es eine drastische – und aufregende – Abkehr von Erwartungen.“

## Auszeichnungen
Beim Seville European Film Festival wurde Corneliu Porumboiu 2019 in der Kategorie Best Screenplay ausgezeichnet. Bei den Online Film Critics Society Awards erhielt der Film 2020 den Preis als Best Non-U.S. Release. Im selben Jahr wurden bei den Gopo Awards in Rumänien der Regisseur mit dem Preis in der Kategorie Best Directing, die Produzentinnen Marcela Ursu und Patricia Poienaru in der Kategorie Best Feature Film und Darsteller István Téglás in der Kategorie Best Actor in a Supporting Role geehrt.
Der Film und seine Filmschaffenden erhielten darüber hinaus diverse weitere Nominierungen bei unterschiedlichen Filmveranstaltungen.